# Acacia abbatiana
Acacia abbatiana é uma espécie de leguminosa do gênero Acacia, pertencente à família Fabaceae.